# Solţānābād-e Darreh Vīrān
Solţānābād-e Darreh Vīrān (persiska: سُلطانابادِ دَرِّه ويران, سلطان آباد دره ويران) är en ort i Iran.   Den ligger i provinsen Kurdistan, i den nordvästra delen av landet, 300 km väster om huvudstaden Teheran. Solţānābād-e Darreh Vīrān ligger 1 591 meter över havet och antalet invånare är 122.
Terrängen runt Solţānābād-e Darreh Vīrān är platt åt nordost, men åt sydväst är den kuperad. Solţānābād-e Darreh Vīrān ligger nere i en dal. Runt Solţānābād-e Darreh Vīrān är det ganska glesbefolkat, med 23 invånare per kvadratkilometer. Närmaste större samhälle är Choghūr Qeshlāq, 15,8 km öster om Solţānābād-e Darreh Vīrān. Trakten runt Solţānābād-e Darreh Vīrān består i huvudsak av gräsmarker.